# Убийство Маурицио Гуччи
Убийство Маурицио Гуччи произошло 27 марта 1995 года в Милане. Экс-глава модного дома Гуччи был застрелен киллером у входа в офис. В 1998 году за организацию убийства была осуждена бывшая жена Маурицио Патриция Реджани. Эти события легли в основу сюжета художественного фильма Ридли Скотта «Дом Gucci» (2021).

## Убийство
Маурицио Гуччи принадлежал к династии бизнесменов и модельеров, владевших модным домом Гуччи. После смерти отца, Родольфо Гуччи, он стал мажоритарным акционером компании и вёл юридическую войну со своим дядей Альдо Гуччи за контроль над семейными активами. В 1993 году Маурицио продал все свои акции, что означало разрыв последних связей между его семьёй и модным домом. С 1972 года он был женат на Патриции Реджани, в 1984 году ушёл от супруги, а позже начал встречаться с Паолой Франки. Бракоразводный процесс длился 10 лет. В 1994 году Гуччи развёлся с Патрицией, согласившись выплачивать ей алименты — 1,47 млн долларов в год. С этого момента он планировал новый брак, а Реджани открыто заявляла, что хотела бы увидеть Маурицио мёртвым.
Утром 27 марта 1995 года, когда Маурицио поднимался по ступенькам в свой офис, в него четырежды выстрелил из пистолета неизвестный. Одна пуля попала в голову, три — в спину. Единственным свидетелем этого стал швейцар Джузеппе Онорато, который был ранен в руку. Когда приехала полиция, Онорато сидел рядом с Гуччи и держал на руках его голову, но тот уже был мёртв. Киллеру удалось скрыться. Известно, что Патриция Реджани в этот день написала в своём дневнике одно слово: «Рай». Она немедленно выгнала Паолу Франки из квартиры, в которой та жила с Маурицио, и поселилась там сама.

## Расследование и суд
Следствие изначально было уверено в том, что произошло заказное убийство, но рассматривало разные версии, в том числе связанные с бизнесом. По одной из гипотез, Гуччи, собиравшийся открыть казино в Швейцарии, стал жертвой мафии, с которой не смог договориться. Однако вскоре выяснилось, что убийца, замеченный многими свидетелями, стрелял из пистолета калибра 7,65 мм, непопулярного у мафии, и что путь его отхода проходил мимо полицейского участка. Всё это указывало на дилетанта, так что версия о мафии была отброшена.
Патриция Реджани с самого начала была в числе подозреваемых, но только в январе 1997 года у полиции появились первые доказательства благодаря тому, что один из преступников проболтался. Реджани руководили ревность, жажда денег и обида на бывшего супруга: она хотела помешать новой женитьбе Маурицио (в том числе потому, что её алименты после этого уменьшились бы до 860 тысяч долларов в год) и получить контроль над семейным поместьем. Реджани обратилась за помощью к своей подруге-экстрасенсу Джузеппине Ауриемме. Та, получив 600 миллионов лир (365 тысяч долларов), через друзей нашла Ивано Савиони, привратника небольшого миланского отеля, который нашёл исполнителей — Орацио Чикале, владельца пиццерии, обременённого долгами, и Бенедетто Черауло, безработного автомеханика. Савиони получил 50 миллионов, Черауло — 350, Чикале — 150 миллионов лир. Ещё 50 миллионов Ауриемма оставила себе.
31 января 1997 года все пятеро были арестованы. В 1998 году состоялся суд, ставший предметом особого внимания прессы. Нашлись свидетели, подтвердившие, что Реджани наводила справки о киллере. Паола Франки заявила, что Патриция открыто угрожала бывшему мужу убийством. Однако та утверждала, что невиновна и что Ауриемма её подставила ради шантажа. Защита и дочери подсудимой настаивали на том, что она не могла спланировать преступление, так как перенесла операцию на головном мозге.
Был вынесен обвинительный приговор. Убийца Бенедетто Черауло получил пожизненный срок, Патриция Реджани, которую прозвали «Чёрной вдовой», и водитель убийцы Орацио Чикале — 29 лет, Ивано Савиони — 26 лет, Ауриемма — 25 лет. В 2000 году апелляционный суд сократил срок Реджани до 26 лет. Её освободили досрочно в октябре 2016 года. На вопрос журналистов о том, почему она наняла киллера, чтобы убить мужа, Патриция ответила: «Потому что не умею стрелять сама».

## В литературе и кино
Убийство Маурицио Гуччи и сопутствующие ему события описаны в документальной книге Сары Гэй Форден «Дом Гуччи. Сенсационная история убийства, безумия, гламура и жадности» (2001). На основе этой книги Ридли Скотт снял художественный фильм «Дом Gucci», который вышел на экраны в 2021 году. В том же году вышел и документальный фильм «Леди Гуччи: история Патриции Реджани».